# أسمهان بيطار
أسمهان بيطار (14 يوليو 1982-) ممثلة صوت لبنانية.

## فيلموغرافيا

### رسوم متحركة
- من ألف ليلة وليلة - دنيازاد
- الجاسوسات - كلوفر

### أفلام
- بن 10: سباق مع الوقت - ساندرا تنيسون
- بولت - ميتنز (النسخة العربية الفصحى)
- تشيكن ليتل (فيلم 2005) - فوكسي لوكسي (النسخة العربية الفصحى)
- حياة حشرة (النسخة العربية الفصحى)
- عائلة روبنسون (النسخة العربية الفصحى)
- فوق - كارل الصغير (النسخة العربية الفصحى)
- كوكب الكنز (النسخة العربية الفصحى)
- وال إي - ماري (النسخة العربية الفصحى)

### مسلسلات لايف أكشن
- ثانوية الاستخبارات
- فتيات وأمنيات
- قلوب لا تعرف الخوف (اون يون)
- يوسف الصديق - أسينات

## وصلات خارجية
- أسمهان بيطار على موقع IMDb (الإنجليزية)